# Polemarc de Cízic
Polemarc de Cízic (en llatí Polemarchus, en grec antic Πολέμαρχος "Polémarkhos") fou un astrònom grec nadiu de Cízic, famós deixeble de l'astrònom Èudox de Cnidos del que va rebre instrucció a la ciutat de Cízic.
Va ser el mestre de Calip de Cízic (Calippus) que el va acompanyar a Atenes segons diu Simplici. Va viure a la meitat del segle iv aC.